# Дез-Арк (Арканзас)
Дез-Арк (англ. Des Arc, Arkansas) — город, расположенный в округе Прери (штат Арканзас, США) с населением в 1933 человека по статистическим данным переписи 2000 года.
Является одним из окружных центров округа Прери.

## География
По данным Бюро переписи населения США город Дез-Арк имеет общую площадь в 5,18 квадратных километров, водных ресурсов в черте населённого пункта не имеется.
Город Дез-Арк расположен на высоте 61 метр над уровнем моря.

## Демография
По данным переписи населения 2000 года в Дез-Арк проживало 1933 человека, 534 семьи, насчитывалось 783 домашних хозяйств и 850 жилых домов. Средняя плотность населения составляла около 364,7 человека на один квадратный километр. Расовый состав Дез-Арка по данным переписи распределился следующим образом: 83,03 % белых, 14,80 % — чёрных или афроамериканцев, 1,30 % — коренных американцев, 0,31 % — азиатов, 0,93 % — представителей смешанных рас, 0,62 % — других народностей. Испаноговорящие составили 1,29 % от всех жителей города.
Из 783 домашних хозяйств в 30,0 % — воспитывали детей в возрасте до 18 лет, 48,3 % представляли собой совместно проживающие супружеские пары, в 16,6 % семей женщины проживали без мужей, 31,7 % не имели семей. 29,4 % от общего числа семей на момент переписи жили самостоятельно, при этом 15,8 % составили одинокие пожилые люди в возрасте 65 лет и старше. Средний размер домашнего хозяйства составил 2,38 человек, а средний размер семьи — 2,93 человек.
Население города по возрастному диапазону по данным переписи 2000 года распределилось следующим образом: 24,6 % — жители младше 18 лет, 7,4 % — между 18 и 24 годами, 25,7 % — от 25 до 44 лет, 23,0 % — от 45 до 64 лет и 19,2 % — в возрасте 65 лет и старше. Средний возраст жителей составил 40 лет. На каждые 100 женщин в Дез-Арке приходилось 89,0 мужчин, при этом на каждые сто женщин 18 лет и старше приходилось 83,5 мужчин также старше 18 лет.
Средний доход на одно домашнее хозяйство в городе составил 23 750 долларов США, а средний доход на одну семью — 28 264 доллара. При этом мужчины имели средний доход в 26 250 долларов США в год против 17 500 долларов среднегодового дохода у женщин. Доход на душу населения в городе составил 14 629 долларов в год. 16,3 % от всего числа семей в округе и 20 % от всей численности населения находилось на момент переписи населения за чертой бедности, при этом 32,2 % из них были моложе 18 лет и 12,9 % — в возрасте 65 лет и старше.